# Santiago Buitrago
Santiago Buitrago Sánchez (Bogotá, 26 de septiembre de 1999) es un ciclista profesional colombiano. Desde 2020 corre para el equipo profesional bareiní Team Bahrain Victorious de la categoría UCI WorldTeam.

## Biografía
La carrera ciclística de Santiago comenzó a sus 11 años de edad, en la categoría pre juvenil de la Fundación Esteban Chaves. Tras unos años, se incorporó al equipo sub-23 colombiano Team AV Villas. Durante su paso por las categorías juveniles, tuvo la oportunidad de correr la Vuelta a Colombia en las divisiones inferiores del Manzana Postobón Team. Para el año 2018 dio el gran salto al ciclismo europeo con el equipo italiano Team Cinelli, donde vivió la experiencia del ciclismo amateur en competencias italianas. Como amateur, disputó el Giro del Valle de Aosta en 2019, finalizando en la sexta posición de la clasificación general.
En el año 2020 hizo su paso al ciclismo profesional con el equipo Team Bahrain McLaren del circuito UCI WorldTour, debutando en el Tour Down Under como en la Vuelta a España y logrando terminar la carrera. Tuvo una notable participación en la etapa inicial de la Vuelta a Burgos 2021, cruzando la meta en la cuarta posición. Tras cumplirse la quinta y última fracción, se quedaría con la casilla ocho de la general a 1'09" del campeón Mikel Landa. El Mundial de ruta 2021 en Bélgica, contó con la presencia del joven ciclista, participó en la prueba de contrarreloj categoría sub-23 y ocupó el puesto 38 de la general. Fue el mejor colombiano de la prueba a 2'12" del campeón.
Obtuvo su primera victoria como profesional en la segunda etapa del Tour de Arabia Saudita 2022 con final en Abu Rawka con 163,4 kilómetros de recorrido, además se vestiría con el maillot verde como líder de la competencia. Cumplidas las cinco etapas, el corredor del Bahrain ocuparía la segunda posición del podio, liderado por el belga Maxim Van Gils. Fue el mejor colombiano en el Tour de los Alpes 2022 tras finalizar en la casilla 8 de la clasificación general. El 25 de mayo de 2022, ganó la 17.ª etapa del Giro de Italia 2022 que iba desde Ponte di Legno a Lavarone. En su debut en la competición, se quedó con el puesto 12 de la general, fue el mejor colombiano del Giro. Además, el Bahrain Victorious ganó el premio al mejor equipo de la competición. Ganó la primera etapa de la Vuelta a Burgos con trayecto de 157 kilómetros y final en Alto del Castillo, se convirtió en líder de la competencia. Tras la tercera fracción con final en Villarcayo, cruzó séptimo la meta y cedería el liderato de la carrera a Pavel Sivakov. Cumplida la quinta y última etapa, el colombiano se clasificaría en el puesto 8 de la general final a 1'06" del campeón. Santiago no puedo terminar la competencia debido al abandono de la Vuelta a España 2022 tras dar positivo en prueba de Covid-19. Debido a eso no tomó la partida en la duodécima etapa.

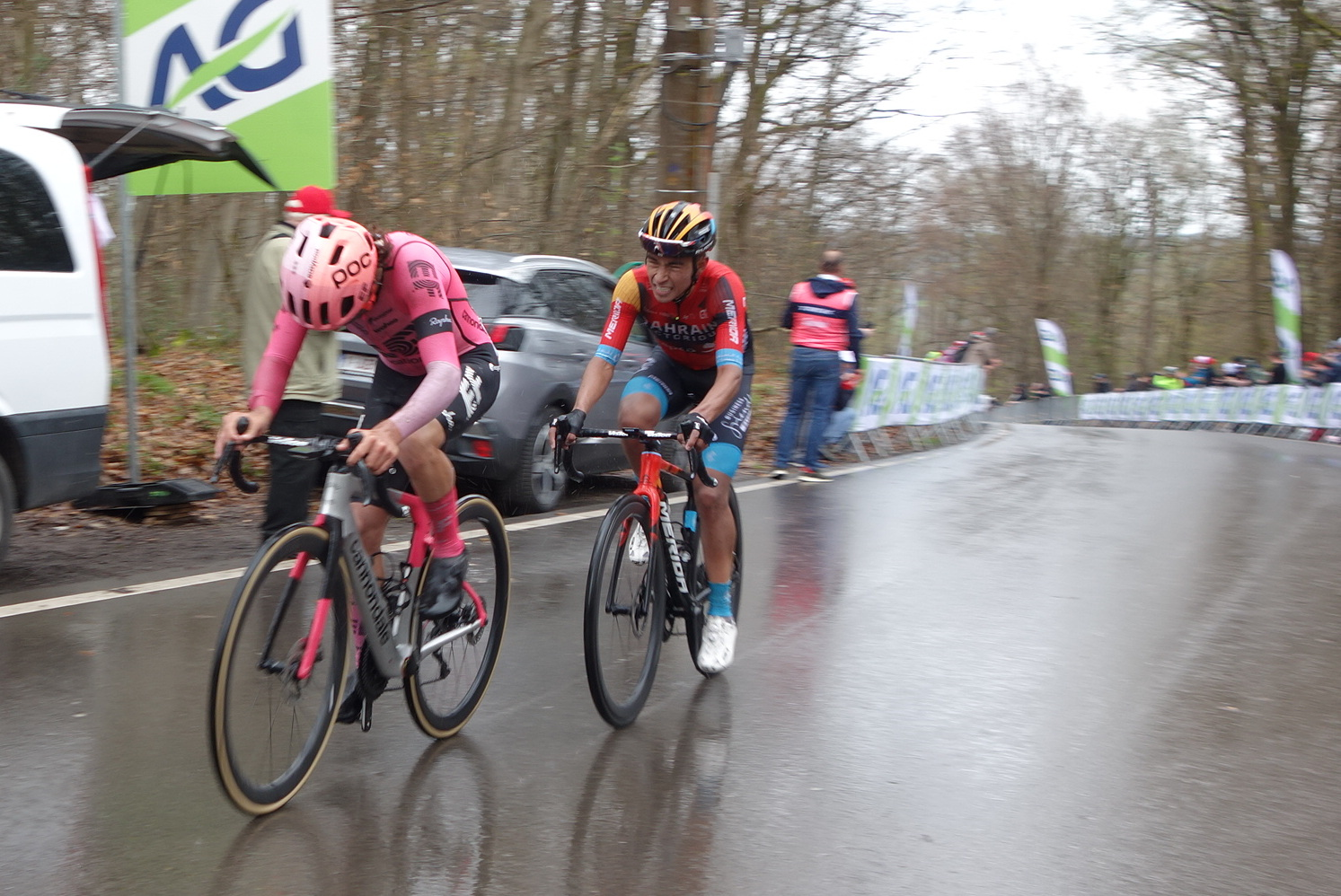
2023 LBL Roche-aux-Faucons 11

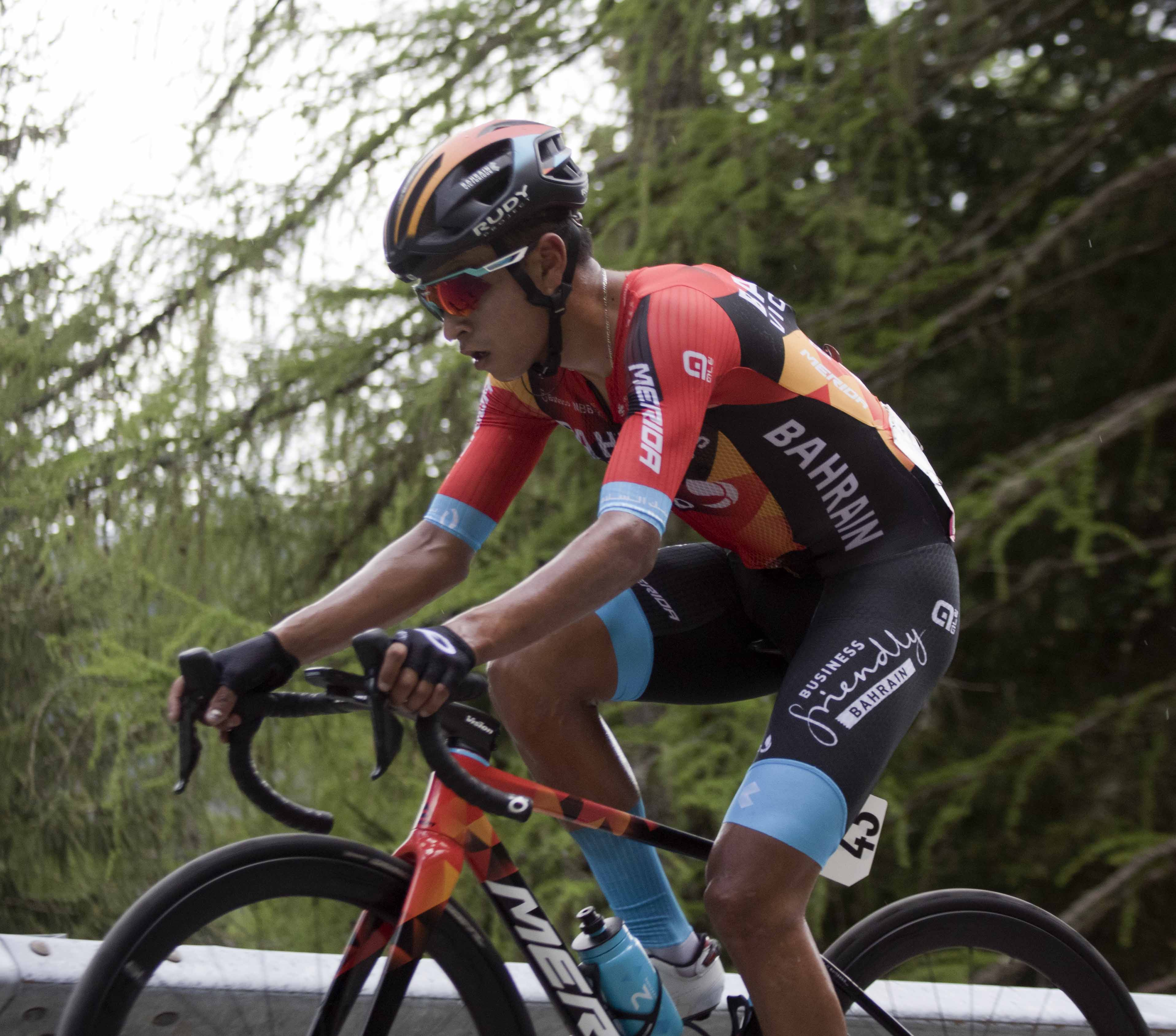
Giro 2023 GIR40097 buitrago (52941608733)

En 2023 la edición 109 de la clásica Lieja-Bastoña-Lieja, uno de los denominados cinco Monumentos del ciclismo internacional, que se desarrolla en Bélgica, sería el escenario para que el escalador colombiano se hiciera presente en el podio del evento, logrando el tercer lugar de la clasificación general. En la edición del Giro de Italia 2023, ganó la etapa 19 con final en las Tres Cimas de Lavaredo, considerada etapa reina del certamen; tras una fuga de 15 ciclistas a 125 kilómetros de la meta. Se convirtió así en el segundo colombiano en ganar en la tradicional cima, tras el triunfo de Lucho Herrera en 1989. Finalizó en el puesto 13.º de la clasificación general de la edición 106. Tuvo una destacada presentación en la etapa cuatro de la Vuelta a Burgos 2023 cruzaría la meta en segundo lugar superado por el español Oier Lazkano. Fue protagonista de la fuga y terminó tercero en la decimoquinta etapa de 158,3 kilómetros con final en Lecumberri. Su presentación en la Vuelta España 2023 no pasó desapercibida, el ciclista del Bahrain Victorious finalizó en el puesto 10 de la clasificación general, ratificándose como el mejor latinoamericano en la edición 78 de la ronda ibérica, que vio coronarse campeón al estadounidense Sepp Kuss.
La primera victoria de la temporada 2024 tendría como escenario la cuarta etapa de París-Niza, en donde cruzó la meta en solitario en el Mont Brouilly. En la sexta etapa sufrió una fuerte caída a 70 kilómetros de la meta debiendo abandonar la competencia. Finalizaría en la casilla 11 de la general en la Vuelta al País Vasco, edición que coronaría campeón al español Juan Ayuso. Tuvo una destacada actuación en la clásica Flecha Valona ingresando en el quinto lugar en el Muro de Huy. El colombiano tomaría la partida de la edición 110.ª de la Lieja-Bastoña-Lieja en Bélgica, con un trazado total de 250 kilómetros, cruzaría la meta a 4'46" del líder Tadej Pogačar, ubicándose en el puesto 41.º de la clasificación general. Compitió en el Critérium del Dauphiné, arribaría de quinto en la etapa ocho, se ubicó en el puesto 11.º de la clasificación general y 5.º en la clasificación de los jóvenes. Debutó en el Tour de Francia 2024 como líder del Bahrain Victorious. Tuvo una destacada actuación en la decimoquinta etapa con final en Alto, cruzó la meta en el séptimo lugar y logró posicionarse en el top-10 de la clasificación general. Con un notable desempeño en la contrarreloj de la etapa 21, se ubicaría en la novena posición a 2'53" del ganador de la jornada Tadej Pogačar. Y ratificaría su casilla 10 de la clasificación general, logrando ser el mejor colombiano y mejor latinoamericano de la competencia.
En su debut en la prueba de ruta de los Juegos Olímpicos de París 2024, tuvo un notable desempeño en el trazado de 272,1 kilómetros y de difícil relieve, logró llegar a la Plaza del Trocadero en la posición 19 de la clasificación general. Compitió en la Clásica de San Sebastián y cruzó la meta en el puesto 41°, Marc Hirschi sería el campeón de la jornada. En la Vuelta a Alemania, con dominio absoluto del Lidl-Trek, tuvo una notable participación en la última etapa, ingresando en el puesto 4, el campeón de la clasificación general sería Mads Pedersen y el colombiano se ubicó en la casilla 33.ª. Finalizó en el puesto 83.º del Gran Premio de Quebec, la clásica fue ganada por el australiano Michael Matthews. En el Gran Premio de Montreal con un trazado de 209 kilómetros terminó 41.º a 2'25" del ganador Tadej Pogačar. Santiago abandonó la prueba del Campeonato Mundial de ciclismo de ruta en Zúrich. La última competencia de la temporada sería en la clásica Giro de Lombardía donde finalizó en el puesto 86.º.
Inició su calendario de competencias con la Vuelta a la Comunidad Valenciana, ganó la segunda etapa de 166 kilómetros con llegada en Benifato apoyado por su compañero de equipo Pello Bilbao. Cruzó la meta en segunda posición en la tercera etapa con llegada en Alpuente y se ubicaría 2.º en la clasificación general. Ganó la cuarta fracción de 181 kilómetros con llegada en Portell de Morella y asumiría el liderato de la carrera. La etapa cinco, con final en esprínter masivo, sería ganada por Jonathan Milan del Lidl-Trek. El colombiano se coronaría campeón de la competencia, con un podio completado por João Almeida en 2.º lugar y Pello Bilbao en 3.º lugar.Compitió en la Classic Var 2025 y cruzó la meta en la quinta posición, siendo esta carrera ganada por Christian Scaroni. En la primera etapa del Tour de los Alpes Marítimos, ingresaría en la segunda posición. La segunda y última etapa sería nuevamente para Christian Scaroni, quien se coronaría campeón; el escalador colombiano del Bahrain Victorious cruzó segundo en la meta y sería subcampeón de la competencia; el podio lo completó Lenny Martinez 3.º.Finalizó la Vuelta al País Vasco en la decimotercera posición de la clasificación general.  Terminó la Amstel Gold Race en la casilla 29. Tuvo una destacada actuación en la clásica Flecha Valona, ubicándose como el mejor colombiano en el puesto 6.° de la general.  Cerró su paso por las clásicas de primavera con la Lieja-Bastoña-Lieja en la posición 37.ª de la general. Participó del Critérium del Dauphiné como parte de su preparación para el Tour de Francia, pero debido a un cuadro gripal, abandonó la competencia cuando restaba solo una etapa.

## Palmarés
2022
- 1 etapa del Tour de Arabia Saudita
- 1 etapa del Giro de Italia
- 1 etapa de la Vuelta a Burgos

2023
- 1 etapa del Giro de Italia

2024
- 1 etapa de la París-Niza

2025
- Vuelta a la Comunidad Valenciana, más 2 etapas

## Resultados

### Grandes Vueltas
| Carrera | Carrera         | 2020 | 2021 | 2022 | 2023 | 2024 | 2025 |
| ------- | --------------- | ---- | ---- | ---- | ---- | ---- | ---- |
|         | Giro de Italia  | —    | —    | 12.º | 13.º | —    | —    |
|         | Tour de Francia | —    | —    | —    | —    | 10.º | 40.º |
|         | Vuelta a España | 53.º | —    | Ab.  | 10.º | —    | —    |

### Vueltas menores
| Carrera | Carrera                | 2020 | 2021 | 2022 | 2023 | 2024 | 2025 |
| ------- | ---------------------- | ---- | ---- | ---- | ---- | ---- | ---- |
|         | Tour Down Under        | 19.º | X    | X    | —    | —    | —    |
|         | París-Niza             | —    | —    | —    | —    | Ab.  | Ab.  |
|         | Tirreno-Adriático      | —    | —    | —    | 36.º | —    | —    |
|         | Volta a Cataluña       | X    | 18.º | 37.º | —    | —    | —    |
|         | Vuelta al País Vasco   | X    | —    | —    | —    | —    | 13.º |
|         | Critérium del Dauphiné | —    | 55.º | —    | —    | 11.º | Ab.  |

### Clásicas y Campeonatos
| Carrera                 | Carrera                 | 2020 | 2021  | 2022 | 2023 | 2024 | 2025 |
| ----------------------- | ----------------------- | ---- | ----- | ---- | ---- | ---- | ---- |
| Amstel Gold Race        | Amstel Gold Race        | —    | —     | —    | —    | —    | 29.  |
| Flecha Brabanzona       | Flecha Brabanzona       | 91.º | —     | —    | —    | —    | —    |
| Flecha Valona           | Flecha Valona           | 43.º | —     | —    | —    | 5.º  | 6.º  |
|                         | Lieja-Bastoña-Lieja     | Ab.  | —     | —    | 3.º  | 41.º | 37.º |
| Clásica San Sebastián   | Clásica San Sebastián   | X    | 71.º  | Ab.  | 61.º | 42.º |      |
| Bretagne Classic        | Bretagne Classic        | Ab.  | —     | —    | —    | —    |      |
| Gran Premio de Quebec   | Gran Premio de Quebec   | X    | X     | —    | —    | 83.º |      |
| Gran Premio de Montreal | Gran Premio de Montreal | X    | X     | —    | —    | 41.º |      |
|                         | Giro de Lombardía       | —    | 101.º | —    | 32.º | 86.º |      |
| JJ. OO. (Ruta)          | JJ. OO. (Ruta)          | X    | —     | ND   | ND   | 19.º |      |
| Mundial en Ruta         | Mundial en Ruta         | —    | —     | —    | Ab.  | Ab.  |      |
| Colombia en Ruta        | Colombia en Ruta        | —    | 20.º  | —    | —    | —    | —    |
| Colombia Contrarreloj   | Colombia Contrarreloj   | —    | 8.º   | —    | —    | —    | —    |

—: no participa

Ab.: abandono

## Equipos
- Team Cinelli (2018-2019)
- Bahrain (2020-)
  - Team Bahrain McLaren (2020)
  - Team Bahrain Victorious (2021-)